# Немиричів ключ
«Немиричів ключ»[ISBN відсутній] — історичний роман українського письменника Івана Корсака, опублікований в 2012 році київським видавництвом "Ярославів Вал".
Роман  Івана  Корсака  не  просто  описує  рік  за  роком  життя Юрія  Немирича,  він  вдало  акцентує  головні  моменти  діяльності майбутнього канцлера Великого князівства Руського: перехід від шведів на службу Богдана Хмельницького; службу в гетьмана І. Виговського  й  громадянська  війна  з  полковником  М.  Пушкарем; підготовку Гадяцької угоди й новий громадянський конфлікт через неї, що й призвів до смерті Ю. Немирича. 
Авторові вдалося показати небуденність постаті Юрія Немирича в українській історії, увиразнити думку, що перемогти за письмовим столом не менш шляхетно, а, може, й більш важливо, ніж у герці з шаблею в руках.